# Нікольське (присілок, Дмитровський міський округ)
Ніко́льське (рос. Никольское) — присілок у складі Дмитровського міського округу Московської області, Росія.

## Розташування
Найближчі населені пункти, Ділянка N 7, Дядьково, Орево.

## Населення
Населення — 15 осіб (2010; 9 у 2002).
Національний склад (станом на 2002 рік):
- росіяни — 100 %